# Нердва (село)
Нердва — село в Карагайском районе Пермского края России, центр Нердвинского сельского поселения. Расположено на реке Нердве.
Нердва возникла в 1783 году при строительстве Елизавето-Нердвинского железоделательного завода (пущен в действие в 1789). В 1823 году завод был закрыт, затем некоторое время работала якорная фабрика. В 1923—1931 и 1943—1959 годах Нердва была центром Нердвинского района, издавалась газета «Передовик».
В начале XXI века в Нердве работали сельскохозяйственное предприятие СПК «Победа» и лесничество. Имелись отделение связи, участковая больница, аптека, средняя школа, детский сад, Дом культуры, сельская библиотека, детская библиотека и музей (открыт в 1979 году).
В селе сохранился ряд архитектурных памятников — здание училища (1840—1841), здание заводоуправления (1824—1828), Васильевская церковь (1803), дом купца Одинцова (1836).
В Нердве родился П. В. Будрин (1857—1939) — учёный-агроном и растениевод.

## География
Село расположено на реке Нердва, от чего и получила свое название. Река протекает 115 километров в длину, и впадает в реку Обва, один из притоков Камы. На юге в 47 километрах от села расположен райцентр Карагай, в 102 километрах город Пермь.

## Население
| 2010 |
| ---- |
| 1025 |